# Copris victorini
Copris victorini är en skalbaggsart som beskrevs av Karl Henrik Boheman 1857. Copris victorini ingår i släktet Copris och familjen bladhorningar. Inga underarter finns listade i Catalogue of Life.